# Бјакотај
Бјакотај (транслит.) у преводу: „бели тигар“ била је војна јединица сачињена од 305 синова деце и тинејџера самураја из округа Аизу која се борила у Бошин рату (1868–1869).

## Историјат
Бјакотај је био део од четири јединице округа Аизу које су основане као одговор на модерне војне формације противничке војске након пораза у бици на Тоба-Фушими. Остале три јединице су се звале Генбутаи (црне корњаче), Серијутаи (плави змајеви) и Сузакутаи (црвене птице). Свака од ове четири јединице је прозвана по имену четири кинеска симбола/бога, чувара четири правца. Бјакотаи јединица била је задужена да буде резервна јединица и састојала се од младих синова Аизу самураја. Имали су по 16, 17 година.Сама јединица је подељена на још пет делова, по рангу самураја из чије породице долазе. Две субјединице су обухватале самураје више класе (шичу), две из средње класе (јориаи), и једна из најниже класе (ашигару). Двадесет чланова друге субјединице више класе „шичу“, одвојила се од осталих током битке у Тоногучихари и повукла се до брда Имори са ког се видео градски замак Аизу-вакамацу. Одатле су грешком помислили да замак гори и у уверењу да је њихова војска изгубила битку и да је њихов лорд Мацудаира Катамори и њихова породица убијени, заједно извршавају ритуално самоубиство, сепуку. Заменивши за замак, ватра је ухватила само спољашњу цитаделу. Царске снаге које су нападале округ Аизу нису успеле да пробију одбрану и освоје ову тврђаву. Тек договором посредством комшијског округа Јонезаве округ Аизу, након месец дана свеобухватне опсаде коначно пристаје да се преда.
Од 20 чланова ове субјединице деветнаесторо је извршило самоубиство. У питању су:
- Адачи Тозабуро
- Ишијама Тораносуке
- Шинода Гисабуро (задужени командир)
- Нагасе Јуџи
- Масе Геншичиро
- Аруга Ориносуке[14]
- Ито Теиџиро
- Сузуки Генкичи
- Нишикава Шоутаро
- Јанасе Кацусабуро
- Икегами Шинтаро
- Ито Тошихико
- Цуда Сутезо
- Номура Комаширо
- Јанасе Такеџи
- Ишида Васуке
- Ибука Шигетаро
- Цугава Кијоми
- Хајаши Јасоџи

Једини преживели из јединице, Инума Садакичи, такође је покушао самоубиство али је био неуспешан. Спасили су га локални мештани. После рата, одселио се за оближњи град Сендаи где је живео до своје смрти. Током свог живота био је и официр у армији, достигавши чин капетана.
После сукоба, царска војска је дозволила да се сахране тела дечака. Нешто касније подигнут је и споменик на месту где су умрли, укључујући и преживелог Инуме Садакичија кад је умро у 76. години На камену, испод споменика, уклесана је вака песма Мацудаире Катаморија:
Ikutari no namida wa ishi ni sosogu tomo sono na wa yoyo ni kuji to zo omou
"Без обзира колико људи сузама опере овај камен, имена овде записана никад неће нестати са овог света."
Остале Бјакутај субјединице наставиле су да се боре током Битке за Аизу, са осталим самурајима Аизу клана који су се борили да замак Аизу-вакамацу не падне у руке непријатеља. Велики број чланова Бјакотаи јединице је преживео Бошин рат. Двоје од њих су чак имали и велику позицију и репутацију у Меиџи ери као физичар и историчак Јаманака Кенџиро и јапански царски морнарички адмирал Дева Шигето.

## Бенито Мусолини и Бјакотај
Италијански диктатор Бенито Мусолини чуо је причу о члановима Бјакотај јединице који су извршили самоубиство и био је веома импресиониран њиховом лојалношћу према феудалном лорду.Године 1928, послао је стуб из Помпеје да се, као израз поштовања, постави у близини гробова на брду Имори. Овај стуб стоји и дан данас на истом брду.

## Приказ у медијима
Јединица Бјакотај је била приказана и помињана у више књига, филмова, серија и осталих медија.
Чак два пута је била снимљена као ТВ серија, једном 1986. године а други пут 2007. где је главну улогу имао јапански глумац Јамашита Томохиса. Јамашита је играо још једног тинејџера Саката Минеџија који је надживео ову јединицу после рата.
У игрици: „Total War: Shogun 2: Fall of the Samurai“ јединица Бјакутај је заступљена као део Аизу снага.